# Hernando de Grijalva
Fernando de Grijalva o Hernando de Grijalba (Cuéllar ?, España - océano Pacífico, c. 1537) fue un conquistador y explorador español que acompañó a Hernán Cortés en la conquista de México. Se cree que era natural de la villa segoviana de Cuéllar, siendo pariente de Juan de Grijalva.

## Biografía

### Exploración del mar del Sur
En 1518 residía en la isla de Cuba, y dos años más tarde se embarcó con Cortés rumbo a la conquista de México. Este lo envió a socorrer a Diego Hurtado de Mendoza que había partido en 1532 a la exploración del Mar del Sur, zarpando de Manzanillo (Colima) el 31 de octubre de 1533 subordinado a Diego de Becerra (o Diego Becerra de Mendoza), en dos barcos construidos en el astillero de Salina Cruz. Un temporal separó a ambos navegantes en la primera noche de la travesía, Grijalva esperó tres días a la nave Concepción que capitaneaba Becerra y luego continuó navegando a bordo del barco San Lázaro. Becerra se dirigió hacia la península de Baja California, fue asesinado y los amotinados pusieron rumbo a las costas de Michoacán. El 21 de diciembre de 1533 Grijalva, que llevaba de piloto a Martín de Acosta, descubrió una isla que no figuraba en sus cartas de navegación, ni en relación alguna. Le tomó cinco días acercarse y desembarcar. Al estar en tierra tomó posesión de esta isla en nombre del rey de España, poniéndole por nombre «Santo Tomás» en honor del santo que se festejaba ese día, hoy es llamada isla Socorro del archipiélago de Revillagigedo. Pocos días después descubrió una isla que llamó «Los Inocentes», que actualmente es la isla San Benedicto.
En su retorno exploró las costas del golfo de Tehuantepec, llegando a Acapulco en los primeros días de febrero de 1534. En 1535 Cortés envió a Grijalva en la San Lázaro a Baja California en apoyo de su expedición, pero varó en la costa y al regreso de Cortés fue recuperada y trasladada a Acapulco en abril de 1536.

### Expedición al Pacífico ecuatorial

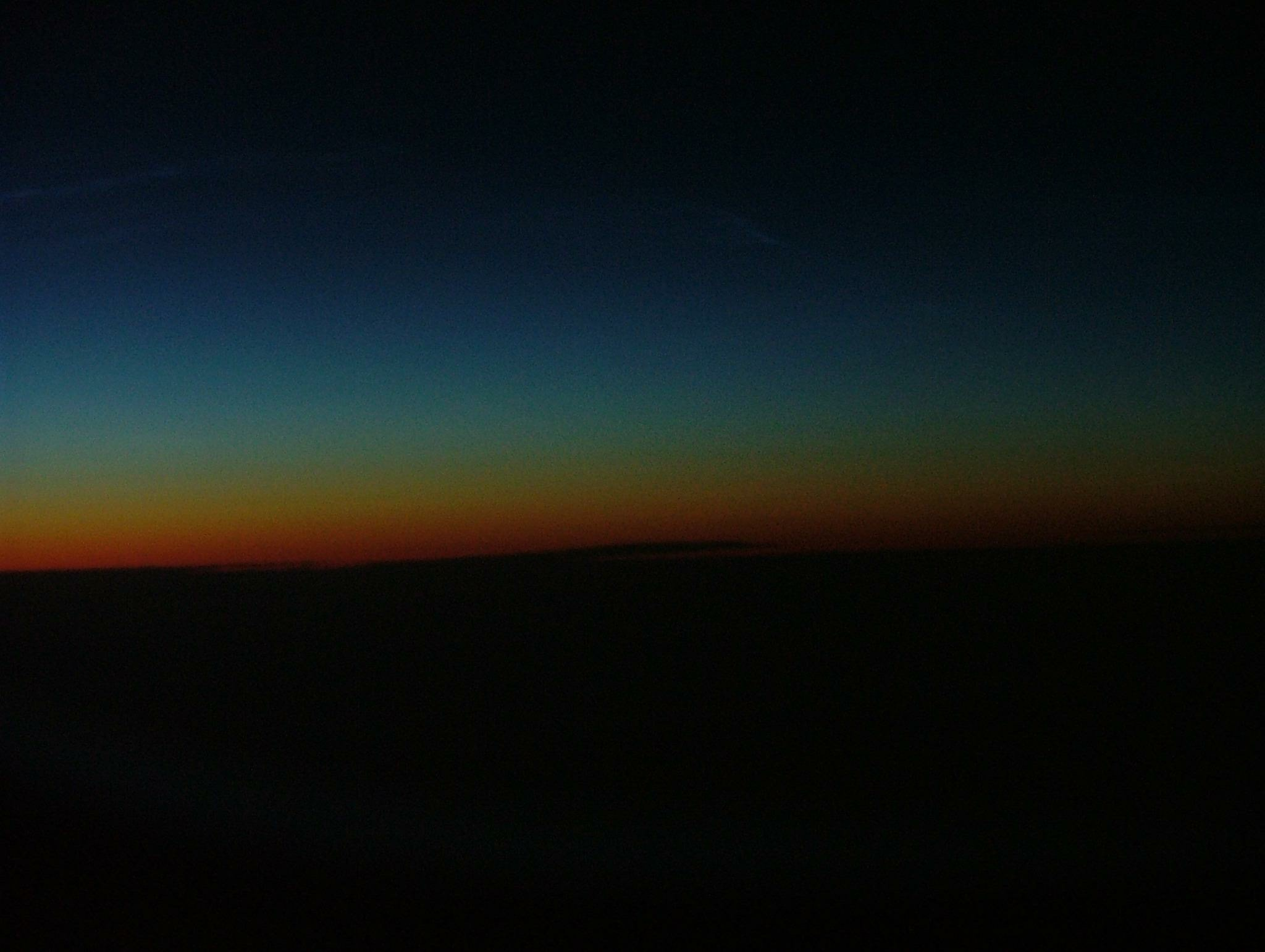
En algún lugar del Pacífico Hernando de Grijalva fue asesinado

A su llegada a Acapulco Cortés supo del pedido de ayuda de Francisco Pizarro, quien se hallaba sitiado en Lima, por lo que envió al Perú a Grijalva y a un oficial de apellido Alvarado, con dos barcos llevando vituallas, 60 soldados, caballos, artillería y armas, junto con regalos.
Luego de cumplir su misión, en abril de 1537 Grijalva partió en la nave Santiago a explorar el océano Pacífico desde el puerto de Paita. Viajó hacia el sudoeste hasta los 29.º Sur y luego viró hacia el norte cruzando la línea ecuatorial y alcanzando los 25.º de latitud norte sin poder llegar a California debido a los vientos del este y noreste. Grijalva retornó a la línea ecuatorial, en donde su tripulación le exigió dirigirse a las islas Molucas, lo cual rehusó por no querer ingresar a territorio reconocido como perteneciente a Portugal, por lo que fue asesinado por los amotinados, quienes alcanzaron Nueva Guinea. Debieron abandonar el barco y fueron rescatados por los portugueses.